# 말라츠키

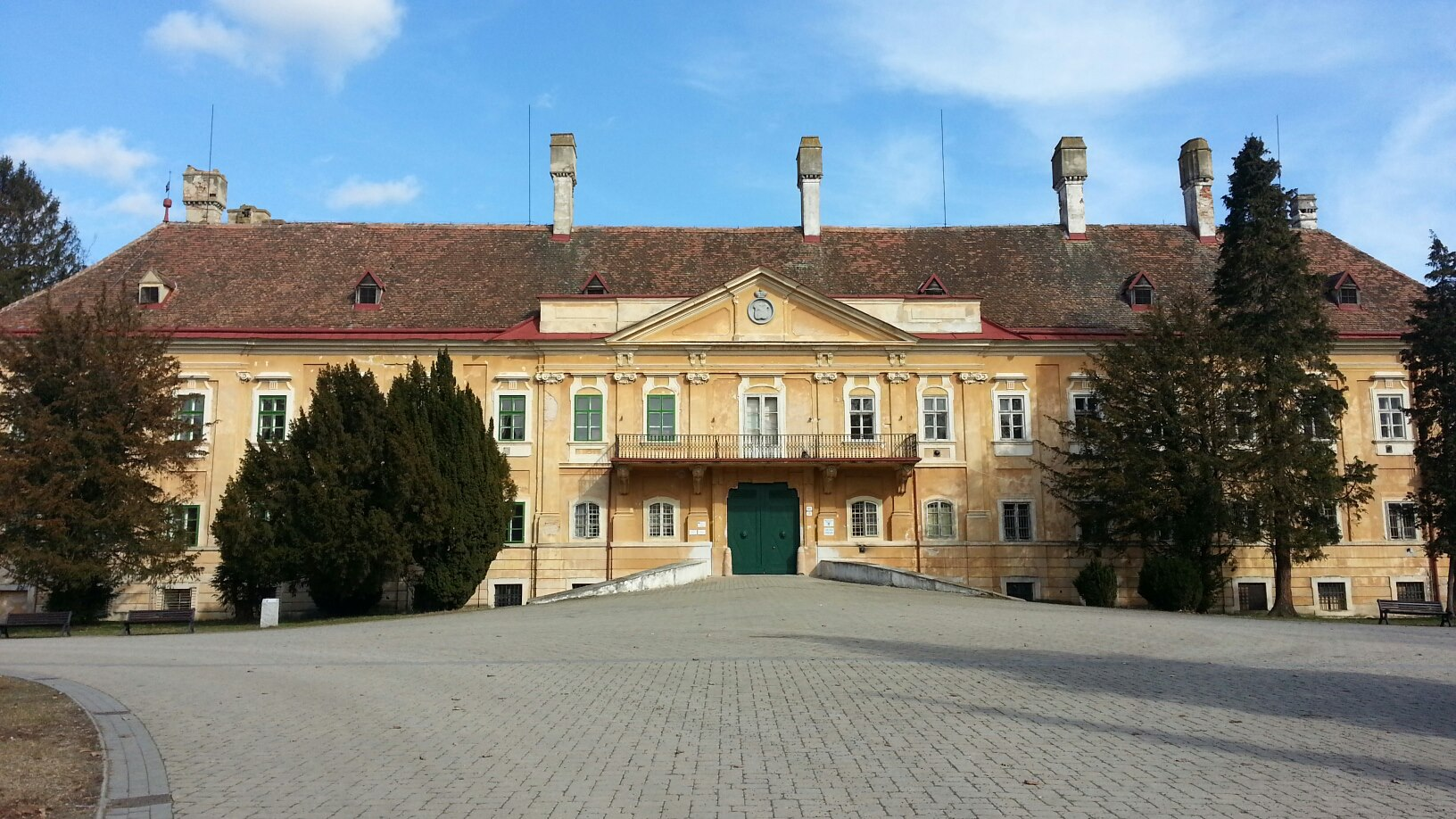
말라츠키에 위치한 저택

말라츠키(슬로바키아어: Malacky, 독일어: Malatzka, 헝가리어: Malacka)는 슬로바키아 서부 브라티슬라바주에 위치한 도시로 면적은 27.17km2, 높이는 160m, 인구는 18,917명(2021년 기준)이다. 슬로바키아의 수도인 브라티슬라바에서 북쪽으로 약 35km 정도 떨어진 곳에 위치한다.
도시 이름은 헝가리어로 "돼지"를 뜻하는 '멀러츠커'(Malacka)에서 파생된 것으로 추정된다. 1206년 문헌에 처음 등장했으며 10세기 후반부터 1918년까지 헝가리의 지배를 받았다. 프라하-브르노-브라티슬라바 고속도로에 위치하고 있으며 많은 주민들이 매일 브라티슬라바로 통근한다. 소카르파티아산맥을 따라 형성된 산책로 표지판 네트워크는 산악 자전거를 탈 수 있는 기회를 제공한다.

시기
시 문장